# Tholine

Bildung von Tholinen in Titans oberer Atmosphäre

Tholine (von altgriechisch θολός tholós, deutsch ‚Schmutz, Schlamm‘) bezeichnet rötlich braune Gemenge teils komplexer organischer Moleküle aus Kohlenstoff, Stickstoff und Wasserstoff, die in der Atmosphäre von Gasplaneten, Monden oder Kometen unter dem Einfluss von UV-Strahlung und Sonnenwind entstehen.
Aufgrund von Spektralanalysen fremder Himmelskörper vermutet man, dass dortige Tholine Makromolekülen, die im Labor unter simulierten Bedingungen aus einfachen organischen Substanzen wie Methan oder Ethan und Stickstoff entstehen, ähneln.
Sie könnten auch auf der frühen Erde vorhanden gewesen sein und eine wichtige Rolle bei der Entstehung des Lebens gespielt haben.
Der Astronom Carl Sagan entdeckte in der Atmosphäre des Saturnmonds Titan eine Substanz, die er als rötlichen organischen Bestandteil von Planetenoberflächen beschrieb. Später wurde auch auf Kometen Tholin nachgewiesen, jedoch nicht auf der Erde. Auch auf dem Pluto halten Wissenschaftler Tholine für den Grund der überwiegend rot-braunen Farbe des Zwergplaneten.
Außerhalb des Sonnensystems wurde der Stoff im Jahr 2007 in der Staubscheibe um den Stern HR 4796A (220 Lichtjahre von der Erde entfernt) erstmals nachgewiesen.